# Svarttjärnen (Los socken, Hälsingland, 683275-146852)
Svarttjärnen är en sjö i Ljusdals kommun i Hälsingland och ingår i Ljusnans huvudavrinningsområde.